# Rezolucje Rady Bezpieczeństwa ONZ z roku 1978
Stałe miejsca w Radzie Bezpieczeństwa ONZ posiadają:
- ChRL
- Francja
- ZSRR
- Stany Zjednoczone
- Wielka Brytania

W roku 1978 członkami niestałymi Rady były:
- Gabon
- Nigeria
- Mauretania
- Kuwejt
- Indie
- Boliwia
- Wenezuela
- Kanada
- RFN
- Czechosłowacja

## Rezolucje
Rezolucje Rady Bezpieczeństwa ONZ przyjęte w roku 1978:
- 423 (w sprawie Południowej Rodezji)
- 424 (w sprawie Południowej Rodezji i Zambii)
- 425 (w sprawie Izraela i Libanu)
- 426 (w sprawie Izraela i Libanu)
- 427 (w sprawie Izraela i Libanu)
- 428 (w sprawie Angoli i RPA)
- 429 (w sprawie Izraela i Syrii)
- 430 (w sprawie Cypru)
- 431 (w sprawie Namibii)
- 432 (w sprawie Namibii)
- 433 (w sprawie Wysp Salomona)
- 434 (w sprawie Izraela i Libanu)
- 435 (w sprawie Namibii)
- 436 (w sprawie Libanu)
- 437 (w sprawie Południowej Rodezji)
- 438 (w sprawie Izraela i Egiptu)
- 439 (w sprawie Namibii)
- 440 (w sprawie Cypru)
- 441 (w sprawie Izraela i Syrii)
- 442 (w sprawie Dominiki)
- 443 (w sprawie Cypru)